# Patera de Libby
Libby Patera
Pour les articles homonymes, voir Libby.
La patera de Libby (désignation internationale : Libby Patera) est une patera située sur Vénus dans le quadrangle d'Isabella. Elle a été nommée en référence à Leona Woods Marshall Libby, chimiste et physicienne américaine (1919–1986).